# 7 juli
7 juli är den 188:e dagen på året i den gregorianska kalendern (189:e under skottår). Det återstår 177 dagar av året.

## Återkommande bemärkelsedagar

### Nationaldagar
- Salomonöarna (till minne av självständigheten från Storbritannien denna dag 1978)

## Namnsdagar

### I den svenska almanackan
- Nuvarande – Klas
- Föregående i bokstavsordning
  - Claudia – Namnet infördes på dagens datum 1986, men utgick 1993.
  - Claudius – Namnet infördes på dagens datum 1680, men utgick 1769 till förmån för Klas.
  - Kaj – Namnet infördes 1986 på 15 december. 1993 flyttades det till dagens datum och 2001 till 13 augusti.
  - Klas – Namnet infördes på dagens datum 1769 och har funnits där sedan dess.
  - Klaus – Namnet infördes på dagens datum 1986, men utgick 1993.
  - Willibaldus – Namnet fanns, till minne av ett helgon vid namn Willibald från 700-talet, på dagens datum före 1680, då det utgick.
- Föregående i kronologisk ordning
  - Före 1680 – Willibaldus
  - 1680–1768 – Claudius
  - 1769–1900 – Klas
  - 1901–1985 – Klas
  - 1986–1992 – Klas, Claudia och Klaus
  - 1993–2000 – Klas och Kaj
  - Från 2001 – Klas
- Källor
  - Brylla, Eva (red.): Namnlängdsboken, Norstedts ordbok, Stockholm, 2000. ISBN 91-7227-204-X
  - af Klintberg, Bengt: Namnen i almanackan, Norstedts ordbok, Stockholm, 2001. ISBN 91-7227-292-9

### Finlandssvenska almanackan
- Nuvarande från 2020[1] – Klas, Klaus, Claudia
- I föregående revideringar[a][2]
  - 1929–1999 – Klas
  - 2000–2019 – Klas, Klaus

## Händelser
- 1162 – När den norske kungen Håkon Herdebrei stupar i slaget vid Sekken kan hans motståndare Erling Skakke utropa sin son Magnus Erlingsson till kung av Norge (Magnus är dels Håkons syssling, dels hans medregent sedan året före). Därmed har Norge för första gången sedan 1130 endast en kung och det dröjer ytterligare 15 år (till 1177), innan de norska tronstriderna återupptas. Slaget innebär också slutet på det norska inbördeskriget Borgerkrigen, som har varat sedan 1130 (även om det återupptas i mindre skala efter Magnus död), då stormännen nu endast har en tronpretendent att stödja.
- 1304 – Benedictus XI avlider[3] efter att ha varit påve i endast lite mer än åtta månader (sedan 22 oktober året före) och eftersom pontifikatet dels har varat så kort tid och Benedictus dels inte är så gammal börjar det gå rykten om att han har blivit förgiftad av den franske kungen Filip IV:s rådgivare Vilhelms av Nogaret agenter. Påvestolen kommer sedan att stå tom i ett år, innan Clemens V blir ny påve i juni 1305.
- 1307 – Vid Edvard I:s död efterträds han som kung av England och herre över Irland av sin son Edvard II. Edvard I har ansetts som en stark kung, då han bland annat har erövrat Skottland, medan Edvard II blir en svag kung, under vars regeringstid Skottland åter går förlorat för England och 20 år senare blir han avsatt och sedan torterad till döds.
- 1807 – Sedan fransmännen har vunnit en avgörande seger över Ryssland i slaget vid Friedland den 14 juni träffas den franske kejsaren Napoleon I och den ryske tsaren Alexander I på en flotte på floden Njemen, där de denna dag sluter freden i Tilsit, som avslutar det fjärde koalitionskriget. Genom denna fred delar Napoleon och Alexander upp Europa i intressesfärer mellan sig (ungefär som Tyskland och Sovjet gör 1939 genom Molotov–Ribbentrop-pakten). Två dagar senare inkluderas också den preussiske kungen Fredrik Vilhelm III (som dock inte har fått delta i några förhandlingar, utan bara får skriva under avtalet), då Ryssland sluter avtal med Preussen. Genom detta förlorar Preussen halva sitt territorium och av de lösgjorda delarna bildas det franska marionettkungadömet Westfalen och det halvsjälvständiga hertigdömet Warszawa. Genom avtalen får Frankrike nu Ryssland och Preussen som allierade i kampen mot sina återstående fiender Storbritannien och Sverige, vilket leder till utbrottet av ett krig mellan Storbritannien och Ryssland samma år och finska kriget mellan Sverige och Ryssland 1808.
- 1898 – USA annekterar Hawaiiöarna och omvandlar området till amerikanskt territorium. Amerikanerna har under 1800-talet successivt ökat sin makt och inflytande över ögruppen och 1893 har de inrättat en provisorisk regering under Sanford B. Doles ledning, vilken året därpå har ersatts av en hawaiiansk republik. Därmed är alla tankar på försök att återupprätta det 100-åriga kungariket Hawaii över och ögruppen är amerikansk än idag (2025) – 1959 blir den dessutom USA:s 50:e och nyaste delstat.
- 1928 – Bageriet Chillicothe Baking Company börjar i hemstaden Chillicothe i amerikanska Missouri sälja världens första maskinellt färdigskivade limpa under produktnamnet Sliced Kleen Maid Bread. Den limpskivningsmaskin som används har uppfunnits av ingenjören Otto Frederick Rohwedder och då det hela blir en försäljningssuccé börjar maskinen snart säljas till andra bagerier och inom kort finns färdigskivat bröd tillgängligt i hela USA.
- 1933 – Sveriges socialminister Gustav Möller tillsätter en utredning om de svenska hembiträdenas situation, med det politiskt engagerade hembiträdet Hanna Grönvall som sakkunnig. Vid denna tid finns det omkring 50 000 hembiträden i landet, lantbruket undantaget, men deras arbetssituation är nästan helt oreglerad – bland annat har de ännu inte åtta timmars arbetsdag, trots att industrin och tjänstesektorn har detta sedan mer än tio år tillbaka. Utredningen resulterar 1944 i hembiträdeslagen, som reglerar hembiträdenas situation fram till 1970.
- 1937 – Den så kallade Marco Polo-broincidenten i den kinesiska staden Wanping sydväst om Peking ger japanerna en förevändning att inleda en storskalig invasion av Kina. Även om japanerna förlorar själva slaget vid bron (som pågår till 9 juli) kommer kriget mellan Kina och Japan att pågå till andra världskrigets slut 1945. Redan 1931 har Japan efter Mukdenincidenten invaderat Manchuriet i nordöstra Kina, men nu inleds alltså en invasion av resten av landet. Detta leder också till att Japan invaderar och hamnar i krig med flera sydostasiatiska länder och 1941 också med USA.
- 1941 – USA övertar ockupationen av Island från Storbritannien, genom ett avtal med Island. Britterna har genomfört en fredlig invasion av ön i maj året före, för att förhindra att den ska falla i tyska händer, sedan Tyskland har ockuperat moderlandet Danmark i april 1940. Det i andra världskriget ännu neutrala USA tar över ockupationen, eftersom Storbritannien i kampen mot Tyskland har börjat få allt större behov av manskap på hemmafronten och därför behöver lösgöra sin ockupationsstyrka från Island.
- 1946 – Den amerikanska flygaren Howard Hughes havererar under en provflygning i Culver City i Kalifornien. Oljeläckage gör att flygplanet blir svårmanövrerat och Hughes tvingas göra ett försök att landa på en intilliggande golfbana. Strax före landningen faller planet dock snabbt och kraschar, varvid det snart även fattar eld. Hughes lyckas själv ta sig ur vraket, men blir sedan liggande intill det, innan en förbipasserande marinsergeant släpar bort honom från det. Han tillfogas stora skador (krossade revben och en punkterad lunga bland annat), men klarar sig mentalt oskadd.
- 1950 – Den sydafrikanska regeringen inför lagen Population Registration Act, där alla sydafrikanska medborgare delas in i fyra grupper, beroende på hudfärg och ursprung. Dessa är vita, svarta, asiater och färgade (personer av blandad härkomst). Systemet, som kommer att gå under namnet apartheid (av det engelska ordet apart [avskild] och afrikaans-suffixet -heid, som motsvarar svenskans -het, alltså avskildhet), är tänkt att skilja de olika grupperna från varandra och denna rasåtskillnadspolitik gynnar de vita och missgynnar de övriga grupperna. På grund av systemet blir Sydafrika sedermera fördömt och bojkottat världen över (särskilt efter Sharpevillemassakern 1960) – trots detta avskaffas det inte förrän 1994.
- 2005 – Strax före klockan nio på morgonen utsätts Londons tunnelbana för tre bombdåd och en timme senare detonerar även en bomb på en buss i staden. Totalt omkommer 56 personer (inklusive de fyra självmordsbombarna) och över 700 skadas. Sedermera tar en grupp, som kallar sig ”Hemliga al-Qaida i Europa” på sig skulden för dåden, som sägs vara en hämnd för det brittiska deltagandet i den amerikanska invasionen av Irak 2003. Bombdåden inträffar medan ett G8-möte pågår i Skottland och dagen efter att Storbritannien har utsetts till värd för olympiska sommarspelen 2012.
- 2007 – Då endast ett av den antika världens sju underverk finns kvar har den schweiziska organisationen New 7 Wonders of the World ordnat en global omröstning via internet, för att utse sju moderna underverk. Denna dag presenteras listan över vinnarna, vilka blir staden Chichén Itzá i mexikanska Yucatan, arenan Colosseum i Rom, Kristusstatyn i brasilianska Rio de Janeiro, kinesiska muren i Kina, bergsstaden Machu Picchu i Peru, staden Petra i Jordanien och mausoleet Taj Mahal i Indien. Då det egyptiska kulturdepartementet rasar mot att Cheopspyramiden (det enda kvarvarande av de antika underverken) inte finns med på listan får den sedermera ”hedersstatus” av organisationen.

## Födda
- 1756 – Gustaf Adolf Reuterholm, svensk friherre och statsman, i praktiken Sveriges styresman 1792–1796
- 1810 – Carl August Hagberg, svensk professor, översättare och ledamot av Svenska Akademien 1851-1864
- 1815 – Asmus Julius Thomsen, dansk läkare
- 1828 – Heinrich von Ferstel, österrikisk friherre och arkitekt
- 1833 – Félicien Rops, belgisk konstnär
- 1843 – Camillo Golgi, italiensk läkare och cytolog, mottagare av Nobelpriset i fysiologi eller medicin 1906
- 1846 – Percival W. Clement, amerikansk politiker, guvernör i Vermont 1919–1921
- 1850 – William E. Mason, amerikansk republikansk politiker, senator för Illinois 1897–1903
- 1860 – Gustav Mahler, österrikisk kompositör och dirigent
- 1863 – John Liander, svensk skådespelare, sångare och teaterdirektör
- 1873 – Halvdan Koht, norsk historiker och politiker, Norges utrikesminister 1935–1941
- 1880 – Otto Frederick Rohwedder, amerikansk ingenjör och uppfinnare
- 1889 – Axel Nilsson, svensk konstnär
- 1890 – Elsa Ebbesen, svensk skådespelare
- 1893 – Vladimir Majakovskij, rysk författare och bildkonstnär
- 1899 – George Cukor, amerikansk filmregissör
- 1906 – Satchel Paige, amerikansk basebollspelare
- 1907 – Anton Karas, österrikisk musiker
- 1910 – Olle Björling, svensk saxofonist
- 1911 – Charles Redland, svensk kompositör, kapellmästare och musiker
- 1915 – Yul Brynner, rysk-amerikansk skådespelare
- 1921 – Ezzard Charles, amerikansk proffsboxare, världsmästare i tungvikt 1949-1951
- 1924 – Lennart Samuelsson, fotbollsspelare, VM-brons 1950, OS-brons 1952
- 1925 – Yvonne Mitchell, brittisk skådespelare
- 1927 – Alan J. Dixon, amerikansk demokratisk politiker, senator för Illinois 1981–1993
- 1931 – David Eddings, amerikansk författare
- 1933 – Jan Hemmel, svensk TV-regissör och -producent
- 1936
  - Tord Ganmark, svensk barnskådespelare
  - Jo Siffert, schweizisk racerförare
- 1940
  - Maud Elfsiö, svensk skådespelare
  - Richard Starkey, brittisk trumslagare och sångare med artistnamnet Ringo Starr, medlem i gruppen The Beatles
- 1941
  - Michael Howard, brittisk konservativ politiker, parlamentsledamot 1983–2010, partiledare för de konservativa 2003–2005
  - Lennart Söderberg, svensk fotbollsspelare och -tränare
- 1942 – Kaj Ellertsson, svensk filmproducent
- 1943
  - Jim Steffe, svensk skådespelare
  - Björn Strand, svensk skådespelare
- 1945
  - Michael Ancram, brittisk konservativ politiker, parlamentsledamot 1974–2010
  - Matti Salminen, finsk bassångare
- 1946
  - Joe Spano, amerikansk skådespelare
  - Manfred Segieth, tysk popartist med artistnamnet Fancy
- 1947
  - Gyanendra, kung av Nepal
  - Göran Hägg, svensk författare, debattör, kritiker och litteraturvetare
- 1948 – Wiwa Korowi, papuansk politiker, Papua Nya Guineas generalguvernör 1991–1997
- 1957 – Jerry Weller, amerikansk republikansk politiker
- 1959
  - Billy Campbell, amerikansk skådespelare
  - Alessandro Nannini, italiensk racerförare
- 1969 – Joe Sakic, kanadensisk ishockeyspelare
- 1974 – Kārlis Skrastiņš, lettisk ishockeyspelare
- 1977 – Niclas Olund, svensk skådespelare, ljustekniker och fotograf
- 1978 – Marcus Ahlm, svensk handbollsspelare
- 1983 – Martin Wallström, svensk skådespelare
- 1985 – Shima Niavarani, svensk skådespelare, dramatiker och regissör
- 1986 – Kristoffer Örstadius, svensk journalist
- 1991 – Alesso, svensk diskjockey och musikproducent

## Avlidna
- 1162 – Håkon Herdebrei, kung av Norge
- 1304 – Benedictus XI, påve
- 1307 – Edvard I, 68, kung av England och herre över Irland
- 1537 – Madeleine av Valois, 16, Skottlands drottning
- 1686 – Frederik Ahlefeldt, dansk adelsman och politiker, Danmarks storkansler
- 1843 – John Holmes, 70, amerikansk politiker, senator för Maine
- 1849 – Goffredo Mameli, 21, italiensk poet och militär
- 1854 – Henrik Bernhard Palmær, 52, svensk författare, tidningsman och riksdagsman, grundare av Östgöta Correspondenten
- 1890 – Victor Kullberg, 65, svensk urmakare
- 1901 – Johanna Spyri, 74, schweizisk författare
- 1907 – Annie Louisa Coghill, 71, brittisk psalmförfattare
- 1928 – Martin White, brittisk liberal politiker, parlamentsledamot
- 1930 – Arthur Conan Doyle, 71, brittisk läkare och författare, mest känd för att ha skapat detektiven Sherlock Holmes
- 1936 – Georgij Tjitjerin, 63, sovjetisk politiker, Sovjetunionens utrikesminister
- 1939
  - Axel Hägerström, 70, svensk filosof
  - Claude A. Swanson, 77, amerikansk demokratisk politiker, guvernör i Virginia och senator för samma delstat, USA:s marinminister
- 1965 – Moshe Sharett, 70, israelisk politiker, Israels premiärminister
- 1967 – Vivien Leigh, 53, brittisk skådespelare
- 1972
  - Talal, 63, kung av Jordanien
  - Elsa Textorius, 83, svensk skådespelare
- 1973 – Veronica Lake, 50, amerikansk skådespelare
- 1976 – Gustav Heinemann, 76, västtysk politiker, Västtysklands inrikesminister, justitieminister och förbundspresident
- 1984 – Flora Robson, 82, brittisk skådespelare
- 1997 – Kar de Mumma, pseudonym för Erik Zetterström, 92, svensk revyförfattare, skriftställare och dagstidningskåsör
- 1999 – Åke Lagergren, 69, svensk skådespelare och teaterchef
- 2003
  - Arne Andersson, 82, svensk skådespelare och operasångare
  - Roland Levin, 91, svensk schlagertextförfattare och tandläkare
  - Roman Ljasjenko, 24, rysk ishockeyspelare
- 2005 – Mathias Henrikson, 65, svensk skådespelare
- 2006 – Syd Barrett, 60, brittisk gitarrist, sångare och låtskrivare, medlem i gruppen Pink Floyd
- 2011
  - Allan W. Eckert, 80, amerikansk författare
  - Manuel Galbán, 80, kubansk gitarrist, pianist och arrangör
- 2014
  - Alfredo Di Stéfano, 88, argentinskfödd spansk fotbollsspelare
  - Dickie Jones, 87, amerikansk skådespelare
  - Eduard Sjevardnadze, 86, georgisk president och sovjetisk utrikesminister
- 2021 – Carlos Reutemann, 79, argentinsk racerförare och politiker